# Варада
Варада — река в центральной части штата Карнатака, Индия. Левый приток реки Тунгабхадра.

## География
Площадь водосбора около 5020 км², по другим данным 5462 км². Длина реки около 220 км, по другим данным 245 км. Река берёт свое начало в 6 км от города Сагар, который расположен округ Шивамогга (штат Карнатака). Течет в северном и северо-восточном направлениях. Протекает через Западные Гаты. Впадает реку Тунгабхадра возле деревни Галаганатх в округе Хавери. Рельеф холмистый. Южная и юго-западная часть бассейна входит в состав Западных Гат. В бассейне реки Варада преобладают осадочные породы позднеархейского периода. На юго-западе на поверхность выходят граниты докембрийского возраста. В течение года выпадает от 775 до 2070 мм, причем около 66 % этого количества выпадают в период с июня по сентябрь. Минимальные среднемесячные температуры воздуха отмечаются в декабре-январе (18 °C), максимальные в апреле-мае (34 °C). Подземные воды залегают на глубине 8 м в сезон дождей и 20 м в засушливый сезон.

## Культурное значение
Около 70 % бассейна реки представляет собой возделываемые земли и около 30 % заняты смешанными лесами. Реки Варада используются для снабжения населения питьевой, бытовой и сельскохозяйственной водой.
Река имеет огромное значение для индийцев, как священное место.